# Codi ATC V03
El  codi ATC V03, descrit com Tota la resta dels productes terapèutics, és una subgrup terapèutic de l'Anatomical, Therapeutic, Chemical Classification System (ATC). La classificació ATC és un sistema de codis alfanumèric desenvolupat per l'Organització Mundial de la Salut (OMS) per als fàrmacs i altres productes sanitaris. El subgrup V03 és part del grup anatòmic V Altres.

Els codis per a ús veterinari (codis ATCvet) poden han estat creats afegint la lletra Q davant dels codis ATC humans: QV03... 
Les adaptacions estatals de la classificació ATC poden incloure codis addicionals no presents en aquesta llista, que segueix la versió de l'OMS.

## V03A Tota la resta dels productes terapèutics
V03A B Antídots
V03A C Agents quelants del ferro
V03A I Drogues per al tractament de la hiperpotassèmia i hiperfosfatèmia
V03A F Agents detoxificants per a tractaments antineoplàstics
V03A G Drogues per al tractament de l'hipercalcèmia
V03A H Drogues per al tractament de la hipoglucèmia
V03A K Adhesius tissulars
V03A M Drogues per a embolització
V03A N Gasos medicinals
V03A X Altres productes terapèutics
V03A Z Depressors nerviosos